# Psychoda rosetta
Psychoda rosetta är en tvåvingeart som beskrevs av Quate 1967. Psychoda rosetta ingår i släktet Psychoda och familjen fjärilsmyggor. Inga underarter finns listade i Catalogue of Life.